# Evelyn Berezin
Evelyn Berezin, née le 12 avril 1925 à New York et morte le 8 décembre 2018  à New York est une ingénieure informaticienne connue pour la conception du premier traitement de texte sur ordinateur,. Elle a également été responsable du premier système de réservations aériennes contrôlé par ordinateur.

## Jeunesse et formation
Evelyn Berezin est née dans le Bronx, en 1925, dans une famille d'immigrants Juifs de Russie, et étudie au Christopher Colomb High School. Elle entre au Hunter College en janvier 1941 pour étudier l'économie au lieu de la physique, car cela était considéré comme un champ d'étude préférable pour les femmes. Quand la Seconde Guerre mondiale commence, elle obtient une bourse d'études pour l'université de New York. Pendant les années de guerre elle suit des cours gratuits au Hunter College et à l'université polytechnique de New York. Dans le même temps, elle travaille à plein temps la journée, comme assistante au département de rhéologie de la Division de Recherche Internationale de la Société d'Impression (IPI). En allant à l'université du soir, elle obtient un Baccalauréat universitaire en physique, en 1946.

## Carrière et contributions
Berezin ayant obtenu une bourse de la Commission de l'énergie atomique des États-Unis entreprend des études supérieures à l'université de New York. En 1951, elle accepte un poste à l'Electronic Computer Corporation et débute en tant que chef au Département de Logique de Conception. Berezin est la seule personne à faire de la logique de conception pour les ordinateurs développée par l'ECC. En 1957, l'ECC est acheté par la société Underwood (connu pour la machine à écrire Underwood). Ainsi, elle y conçoit un certain nombre d'ordinateurs très généraux dans leurs structures mais spécifiques dans leurs utilisations. Parmi eux, un système pour l'armée américaine pour le calcul de distance, un système pour contrôler la distribution de magazines qui est considéré comme le premier ordinateur de bureau.
La société de machines à écrire Underwood n'étant pas en mesure de poursuivre ces développements après 1957, Berezin est débauchée par une société appelée Teleregister, où elle développe le premier système bancaire informatisé et également un système de réservation de billets d'avion, qui contrôle alors 60 villes et répond en 1 seconde.
En 1968, Berezin a l'idée d'un traitement de texte pour simplifier le travail des secrétaires, et en 1969, elle fonde la Redactron Corporation,, et livre des milliers d'ordinateurs à ses clients grâce à son marketing international. Le principal produit qui est appelé le « Data Secretary » a la taille d'un petit réfrigérateur, n'a pas d'écran et le clavier et l'imprimante sont un IBM à boule.
Dans les années 1970, bien que le marché soit important, l'économie subit une grave inflation, avec une hausse des taux d'intérêt de 16%, ce qui devient intenable pour Redactron qui fonctionne grâce à la location des équipements. La société est vendue à la Burroughs Corporation en 1976, et intégrée dans la division de l'équipement. Berezin y restera jusqu'en 1979.
En 1980, Berezin est Présidente de la Greenhouse Management Company, partenaire général de risque dédié aux nouvelles sociétés de haute technologie 
Au long de sa carrière, elle reçoit des doctorats honorifiques de l'université Adelphi et de l'université de l'Est du Michigan. Berezin siège également aux conseils d'administration de CIGNA, Standard Microsystems, Koppers, et Datapoint.
Berezin est également membre du Conseil d'administration de la Fondation Stony Brook de l'université de Stony Brook, au laboratoire national de Brookhaven et au Boyce Thompson Institut
Dans son testament, elle fonde une bourse, la Berezin-Wilenitz Endowment, provisionnée par son legs, qui finance une chaire ou un fonds de recherche en science. En plus de la dotation, Berezin et son défunt mari financent la bourse d'études Sam et Rose Berezin, décernée à un étudiant de premier cycle dont les plans d'étude concernent le domaine de la science, de l'ingénierie ou des mathématiques. Berezin et Wilenitz fondent également la bourse Israël Wilenitz, gérée par le Département de Linguistique de l'université de Stony Brook, où Wilenitz reçut un master.

## Vie personnelle
Evelyn Berezin a été pendant 51 ans l'épouse d'Israël Wilenitz, né en 1922 à Londres et mort le 20 février 2003.

## Récompenses
- 2006 : Long Island Technology Hall of Fame[6]
- 2006 : Women Achiever's Against the Odds Honoree du Long Island Fund for Women and Girls[11]
- 2011 : Women in Technology International Hall of Fame (en) (WITI)[6]
- Long Island Distinguished Leadership Award[6]
- Top 100 des Femmes d'Affaires américaine du magazine Bloomberg Businessweek[6]
- Docteur honoris causa de l'Université Adelphi[11],[5]
- Docteur honoris causa de l'université de l'Est du Michigan[11],[5]
- En 2015, elle est faite membre du Musée de l'histoire de l'ordinateur pour « ses travaux dans la conception par ordinateur et une vie de l'activité entrepreneuriale »[13].